# تقرير المفوضية السامية لحقوق الإنسان حول حقوق الإنسان في منطقة الأويغور في الصين
تقييم المفوضية السامية لحقوق الإنسان لمخاوف حقوق الإنسان في منطقة شينجيانغ الأويغورية المتمتعة بالحكم الذاتي، جمهورية الصين الشعبية (بالإنجليزية:  OHCHR Assessment of human rights concerns in the Xinjiang Uyghur Autonomous Region, People’s Republic of China)‏ هو تقرير نشره مكتب مفوض الأمم المتحدة السامي لحقوق الإنسان في 31 أغسطس 2022 بشأن معاملة الأويغور وغيرهم من الجماعات المسلمة في الصين. وخلص التقرير إلى أن «مدى الاحتجاز التعسفي والتمييزي للمواطنين الأويغور وغيرهم من الجماعات ذات الأغلبية المسلمة، وفقًا للقانون والسياسة، في سياق القيود والحرمان بشكل عام من الحقوق الأساسية التي يتمتع بها الأفراد والجماعات، قد يشكل جرائم دولية، وخصوصًا الجرائم ضد الإنسانية».

## تمهيد
اتبعت الحكومة الصينية منذ عام 2014، تحت إدارة الأمين العام للحزب الشيوعي الصيني (CCP)، شي جين بينغ، سياسات في منطقة شينجيانغ أسفرت عن اعتقال أكثر من مليون مسلم تركي في معسكرات اعتقال دون أي سند قانوني. ويُعد هذا هو أكبر احتجاز للأقليات العرقية والدينية منذ الحرب العالمية الثانية. يقدر الخبراء أنه منذ عام 2017، جرى هدم أو تدمير حوالي 16 ألف مسجد، وفصل مئات الآلاف من الأطفال قسرًا عن والديهم وإرسالهم إلى مدارس داخلية.
ذكرت التقارير العامة أن سياسات الحكومة الصينية تضمنت الاحتجاز التعسفي للإيغور في معسكرات الاعتقال التي تُديرها الدولة، والعمل القسري، وقمع الشعائر الدينية الأويغورية، إضافة إلى التلقين السياسي، وسوء المعاملة الشديد بل ووصلت إلى التعقيم الإجباري ومنع الحمل القسري والإجهاض بالإكراه. أفادت إحصاءات الحكومة الصينية أنه من عام 2015 إلى عام 2018، انخفضت معدلات المواليد في مناطق معظم الأويغور في خوتان وكاشغر بأكثر من 60 ٪. في حين أنه في نفس الفترة، انخفض معدل المواليد في البلد بأكمله بنسبة 9.69 ٪. أقرت السلطات الصينية بأن معدلات المواليد انخفضت بنحو الثلث في عام 2018 في شينجيانغ، لكنها نفت تقارير عن التعقيم القسري والإبادة الجماعية. انخفضت معدلات المواليد في شينجيانغ بنسبة 24٪ أخرى في عام 2019، مقارنة بانخفاض على مستوى البلاد بنسبة 4.2٪.
تنفي الحكومة الصينية ارتكاب انتهاكات لحقوق الإنسان في شينجيانغ. وقد تباينت ردود الفعل الدولية، حيث أصدرت بعض الدول الأعضاء في الأمم المتحدة بيانات إلى مجلس حقوق الإنسان التابع للأمم المتحدة تدين سياسات الصين، بينما أيد البعض الآخر سياسات الصين. في ديسمبر 2020، رُفضت قضية عُرضت على المحكمة الجنائية الدولية بهذا الشأن، بدعوى أن الجرائم المذكورة يبدو «ارتكبها مواطنون صينيون فقط داخل أراضي الصين، وهي دولة ليست طرفًا في النظام الأساسي»، وبالتالي فإن المحكمة الجنائية الدولية لا يمكنها التحقيق معهم. أعلنت الولايات المتحدة أن تلك الانتهاكات لحقوق الإنسان هي إبادة جماعية، وأعلنت عن نتائجها في 19 يناير 2021. أقرت الهيئات التشريعية في العديد من البلدان منذ ذلك الحين اقتراحات غير ملزمة تصف تصرفات الصين بأنها إبادة جماعية، بما في ذلك مجلس العموم الكندي، والبرلمان الهولندي، ومجلس العموم في المملكة المتحدة، والبرلمان في ليتوانيا والجمعية الوطنية الفرنسية. أدانت البرلمانات الأخرى، مثل تلك الموجودة في نيوزيلندا، وبلجيكا، وجمهورية التشيك معاملة الحكومة الصينية للأويغور على أنها «انتهاكات جسيمة لحقوق الإنسان» أو جرائم ضد الإنسانية.
وفي ضوء تقارير الانتهاكات وردود الفعل الدولية عليها، سعت مفوضية الأمم المتحدة السامية لحقوق الإنسان إلى التحقيق في أنباء الانتهاكات في المنطقة. وبعد ما يقرب من أربع سنوات من النتائج التي توصلت إليها لجنة تابعة للأمم المتحدة بأن التقديرات الخاصة بأكثر من مليون مسلم محتجزين بشكل تعسفي كانت مزاعم ذات مصداقية، تم الإعلان عن تقرير «تقييم المفوضية السامية لحقوق الإنسان بشأن مخاوف حقوق الإنسان في منطقة شينجيانغ أويغور المتمتعة بالحكم الذاتي، جمهورية الصين الشعبية» في 31 أغسطس. 2022.

## محتوى التقرير

### طرق التحقيق
أعدت الأمم المتحدة التقرير من خلال ما تصفه بأنه مراجعة شاملة للأدلة الموثقة من قِبل المفوضية السامية لحقوق الإنسان. جرى أخذ عدة أشكال من الأدلة في الاعتبار عند إعداد التقرير، بما في ذلك المقابلات مع عشرات الأشخاص الذين كانوا يعيشون في شينجيانغ وقت الإبلاغ عن الانتهاكات علناً. كما ركز التقرير تحليله على ما ذكرته الحكومة الصينية علنًا بالتزامن مع الانتهاكات المبلغ عنها، بما في ذلك الوثائق الحكومية الصينية العامة والقوانين الصادرة في ذلك الوقت. زارت مفوضة المفوضية السامية لحقوق الإنسان ميشيل باشليت منطقة شينجيانغ في مايو 2022. وقبل زيارتها، تحدثت مع ممثلي العديد من المنظمات غير الحكومية التي كانت مهتمة بوضع حقوق الإنسان في شينجيانغ والصين على نطاق أوسع. وبعد وصولها إلى المنطقة، تحدثت إلى العديد من المسؤولين الحكوميين والأكاديميين وقادة المجتمع المدني. ومع ذلك، وبسبب معارضة الصين، لم تتمكن المفوضية السامية لحقوق الإنسان من إجراء تحقيق أكثر شمولاً على أرض الواقع داخل حدود الجمهورية الشعبية.

### نتائج التقرير
تضمنت نتائج التقرير حدوث عدد كبير من الانتهاكات داخل شينجيانغ، مما يدعم البحث الأكاديمي والتقارير العامة عن الانتهاكات في منطقة الأقليات العرقية التي يغلب عليها الطابع العرقي. وخلص التقرير إلى أن انتهاكات حقوق الإنسان ضد الأويغور وغيرهم من المسلمين الأتراك في شينجيانغ خطيرة وواسعة الانتشار. وذكر التقرير عدة صور لتلك الانتهاكات.

#### الاعتقال التعسفي
ذكرت المفوضية السامية لحقوق الإنسان في التقرير أن «احتجاز الحكومة الصينية بشكل تعسفي الأويغور وغيرهم من المسلمين الأتراك بشكل جماعي في معسكرات الاعتقال في شينجيانغ» هو أمر ذو مصداقية، مشيرة إلى أن أفعال الدولة الصينية ترقى إلى مستوى الحرمان من الحرية وجرى تنفيذها بطريقة تمييزية. ذكر سجناء سابقون كانوا محتجزين في شينجيانغ أنهم تعرضوا للضرب أثناء تقييدهم على كرسي ووصفوا تعرضهم لتعذيب يشبه الإيهام بالغرق. كما أشار التقرير إلى وجود أدلة موثوقة على التعذيب داخل معسكرات الاعتقال. وأشار التقرير إلى أن هذه الانتهاكات تشكل انتهاكات واسعة النطاق لحقوق الإنسان وقد ترقى إلى مستوى الجرائم ضد الإنسانية.

#### السخرة
ووجد التقرير أن خطط العمل للحكومة الصينية المتعلقة بما أشارت إليه الحكومة الصينية على أنه تدريب مهني تُشكل تمييزًا. فيما يتعلق بما إذا كانت خطط العمل التي تصفها الصين بأنها خطط للتخفيف من حدة الفقر قد اشتملت على إكراه الأويغور والأقليات العرقية الأخرى على العمل القسري، ذكر التقرير أن هناك أدلة على أن هذه المخططات تضمنت بالفعل إكراه العمال.

#### العنف الجنسي والتعقيم
وصفت المفوضية السامية لحقوق الإنسان تقارير العنف الجنسي التي استهدفت الأويغور وغيرهم من المسلمين الأتراك داخل معسكرات الاعتقال في شينجيانغ بأنها موثوقة. حيث وصفت النساء اللاتي قابلتهن الأمم المتحدة تعرضهن للاغتصاب الشفهي من قبل حراس السجن وإخضاعهن قسراً لفحص أعضائهن التناسلية أمام حشود كبيرة. وأشار التقرير أيضًا إلى حدوث «ارتفاع حاد بشكل غير عادي» في كمية عمليات تركيب اللولب لمنع الحمل وعمليات التعقيم الذي تجري في شينجيانغ، وذكر أن الحكومة الصينية استخدمت وسائل قسرية لخفض معدل مواليد الأويغور بشكل حاد في شينجيانغ.

### توصيات التقرير
يحتوي التقرير على مسارات العمل الموصى بها للجهات الحكومية والأمم المتحدة والمجتمع الدولي بأسره. ومن بين التوصيات الموجهة إلى حكومة الصين أن تصدق على العهد الدولي الخاص بالحقوق المدنية والسياسية، والاتفاقية الدولية لحماية جميع الأشخاص من الاختفاء القسري، والبروتوكولات الاختيارية لاتفاقية مناهضة التعذيب، واتفاقية القضاء على جميع أشكال التمييز العنصري واتفاقية القضاء على جميع أشكال التمييز ضد المرأة.

## ردود الفعل
حاولت الحكومة الصينية وقف نشر التقرير حتى اللحظة الأخيرة. وقالت الحكومة إن التقرير «يستند إلى معلومات مضللة وأكاذيب ملفقة من قبل القوى المناهضة للصين»، وقامت الحكومة بنشر تقرير مضاد مكون من 131 صفحة. وقالت وزارة الخارجية الصينية إن التقييم «باطل وغير قانوني».
وانتقد بعض النشطاء التقرير لعدم وصف الجرائم بالإبادة الجماعية. واعتبره العديد من الأويغور خارج الصين بمثابة اعتراف رسمي بمعاناة الأويغور في الصين، على أمل أن يدعم حملتهم على المستوى الدولي. وصف المدير التنفيذي لمشروع حقوق الأويغور لحقوق الإنسان، عمر كانات، التقرير بأنه «تغيير قواعد اللعبة للاستجابة الدولية لأزمة الأويغور»، مضيفًا أنه «على الرغم من إنكار الحكومة الصينية الشديد، فقد أدركت الأمم المتحدة رسميًا الآن وقوع جرائم مروعة.».
ورحب كل من وزير الخارجية الأمريكي أنتوني بلينكين وسفيرة الولايات المتحدة لدى الأمم المتحدة ليندا توماس جرينفيلد بالتقرير. ورحب الممثل الأعلى للاتحاد الأوروبي جوزيب بوريل ووزيرة الخارجية البريطانية ليز تروس بالتقرير.
وووصف دارين بايلر، الأستاذ المساعد في جامعة سيمون فريزر، التقرير بأنه «إثبات كبير للمعتقلين السابقين وأفراد عائلاتهم، وتأكيد على صحة عمل مئات الباحثين والصحفيين». يعتبر التقرير، بحسب بايلر، رفضًا مقنعًا لـ «قوانين مكافحة الإرهاب» الصينية التي جرى استغلالها لإساءة معاملة الأقليات المسلمة في الصين.

## روابط خارجية
- النص الكامل للتقرير
- النص الكامل لتقرير الصين المضاد